# Szkoła rzymska

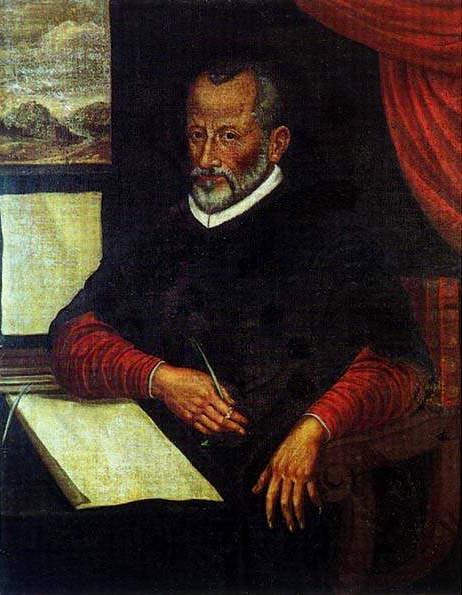
Giovanni Pierluigi da Palestrina – najwybitniejszy kompozytor szkoły rzymskiej

Szkoła rzymska – grupa kompozytorów działających lub wykształconych w Rzymie od XV do XVIII wieku, która utrzymywała i rozwijała polifoniczny styl śpiewu a cappella głównie w muzyce liturgicznej. Struktura kompozycji utworów szkoły rzymskiej oparta była na diatonicznym cantus firmus wzorowanym na chorale gregoriańskim i technice kontrapunktycznej. Głównymi gatunkami i formami muzycznymi były msza, motet, psalm oraz requiem.
Prekursorami szkoły rzymskiej byli Costanzo Festa oraz Giovanni Animuccia; przygotowali oni technikę kompozytorską, którą do mistrzostwa doprowadził Giovanni Pierluigi da Palestrina: stile osservato – poważny i surowy styl uznany przez sobór trydencki i stawiany za wzór w Kościele katolickim. Kolejni kompozytorzy rozwijali styl Palestriny, wzbogacając go niekiedy elementami polichóralności weneckiej:  Giovanni Maria Nanino (1543–1607), Francesco Soriano (1548–1621), Ruggiero Giovanelli (1560–1625), Giovanni Francesco Anerio (1567–1630), Gregorio Allegri (1582–1652), Domenico Mazzocchi (1592–1665), Francesco Foggia (1604–1688), Orazio Benevoli (1605–1672), Ercole Bernabei (1622–1687), Tommaso Bai (1636–1714), Giuseppe Ottavio Pitoni (1657–1743), Antonio Lotti (1667–1740), Antonio Caldara (1670–1736).
Terminem szkoła rzymska określa się również lutników wzorujących się na skrzypcach Nicoli Amatiego oraz Jakoba Stainera: mistrza tej szkoły – Davida Tecchlera, jego bratanka Antoniusa Hieronymusa Tecchlera, oraz m.in. Michela Platnera i Francesca de Emilianiego.